# Scott Fitzgerald (chanteur)
Pour les articles homonymes, voir Scott Fitzgerald et Fitzgerald.
Scott Fitzgerald, de son vrai nom William McPhail, né le 28 avril 1948 à Glasgow, est un chanteur et auteur-compositeur écossais. 
Il a connu beaucoup de succès au Royaume-Uni dans les années 1970.

## Biographie
Le plus grand succès de Fitzgerald a été avec If I Had Words, un duo avec Yvonne Keeley et mettant en vedette la chorale du St Thomas More Language College, qui a atteint le numéro trois sur le UK Singles Chart en 1978. Il s'est vendu à plus d'un million d'exemplaires. Cette version a ensuite été utilisée dans le film Babe, le cochon devenu berger qui a remporté le Prix FCCA pour la meilleure musique originale.
Il a terminé deuxième du Concours Eurovision de la chanson 1988 avec la chanson Go, un point derrière Céline Dion qui défendait les couleurs suisses.